# Deux-Évailles
Deux-Évailles ist eine Ortschaft und eine Commune déléguée in der französischen Gemeinde Montsûrs mit 208 Einwohnern (Stand: 1. Januar 2022) im Département Mayenne in der Region Pays de la Loire.
Die Gemeinde Deux-Évailles wurde am 1. Januar 2019 mit Montourtier, Montsûrs-Saint-Céneré und Saint-Ouën-des-Vallons zur Commune nouvelle Montsûrs zusammengeschlossen. Sie hat seither den Status einer Commune déléguée. Die Gemeinde Deux-Évailles gehörte zum Arrondissement Mayenne und zum Kanton Évron. 

## Geographie
Deux-Évailles liegt etwa 22 Kilometer nordöstlich von Laval am gleichnamigen Fluss Deux-Évailles. Umgeben wurde die Gemeinde von den Nachbargemeinden Montourtier im Westen und Norden, Jublains im Norden und Nordosten, Mézangers im Osten, Neau im Südosten, Brée im Süden sowie Saint-Ouën-des-Vallons im Südwesten und Westen.

## Bevölkerungsentwicklung
| Jahr                       | 1962 | 1968 | 1975 | 1982 | 1990 | 1999 | 2006 | 2013 |
| Einwohner                  | 285  | 246  | 239  | 217  | 179  | 152  | 197  | 211  |
| Quellen: Cassini und INSEE |      |      |      |      |      |      |      |      |

## Sehenswürdigkeiten
- Kirche Saint-Martin aus dem 18. Jahrhundert
- Schloss La Béchère, zu Beginn des 17. Jahrhunderts erbaut
- Schloss Trancalou (auch: Schloss Trankalou) aus dem 19. Jahrhundert

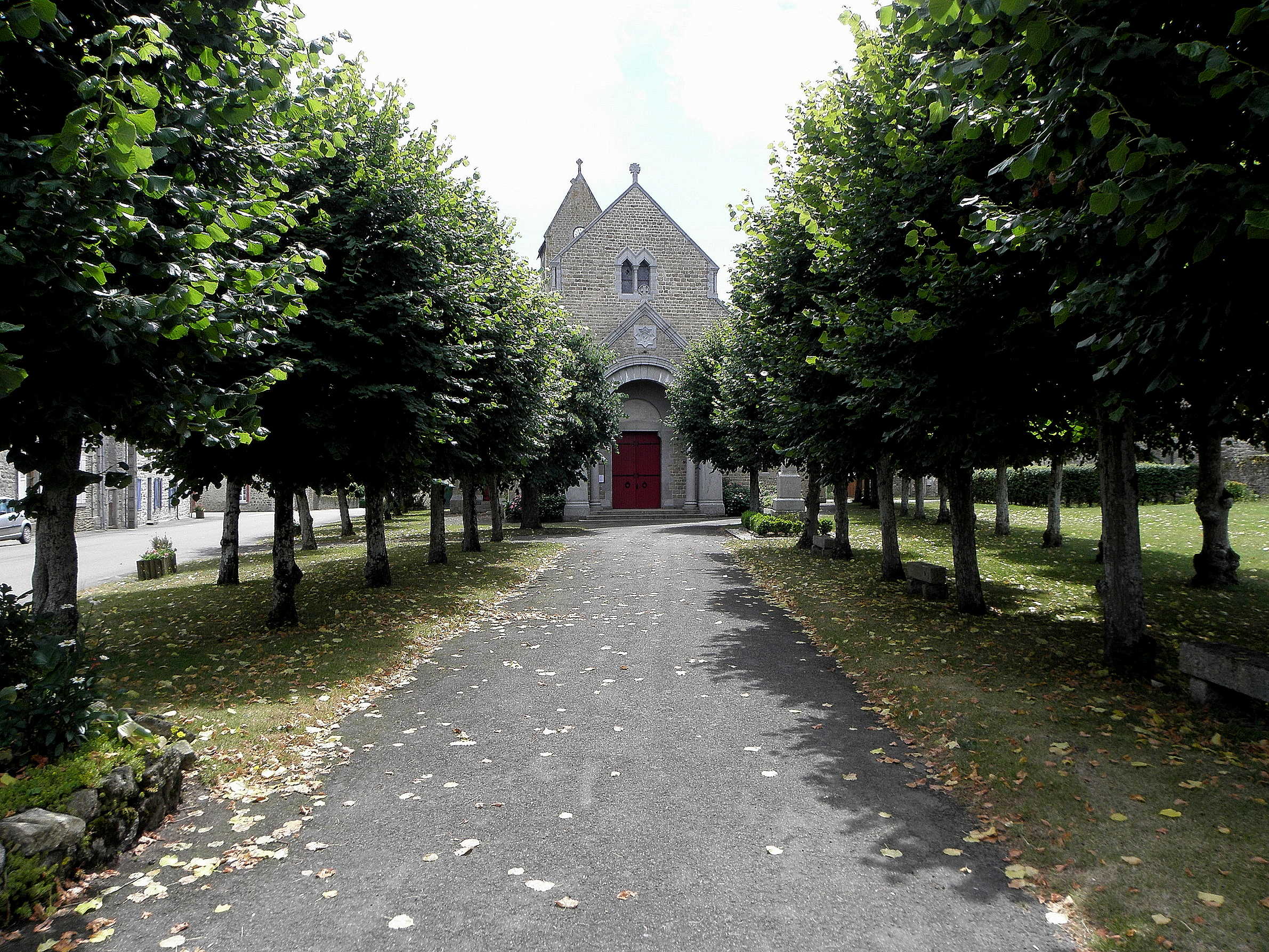
Kirche Saint-Martin
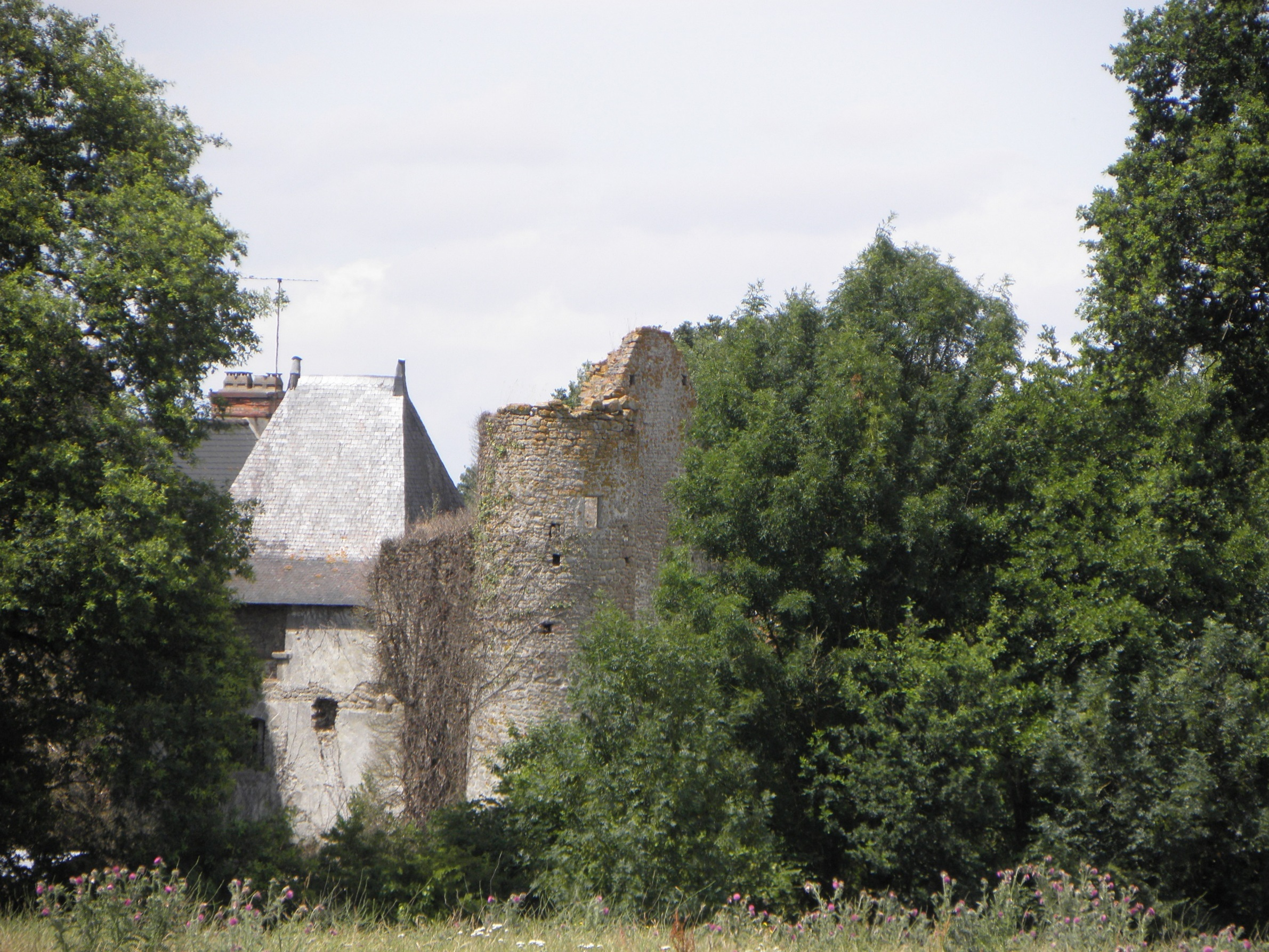
Schloss La Béchère
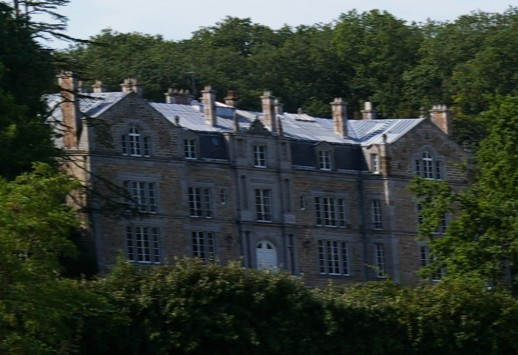
Schloss Trankalou